# Pointe de la Roque

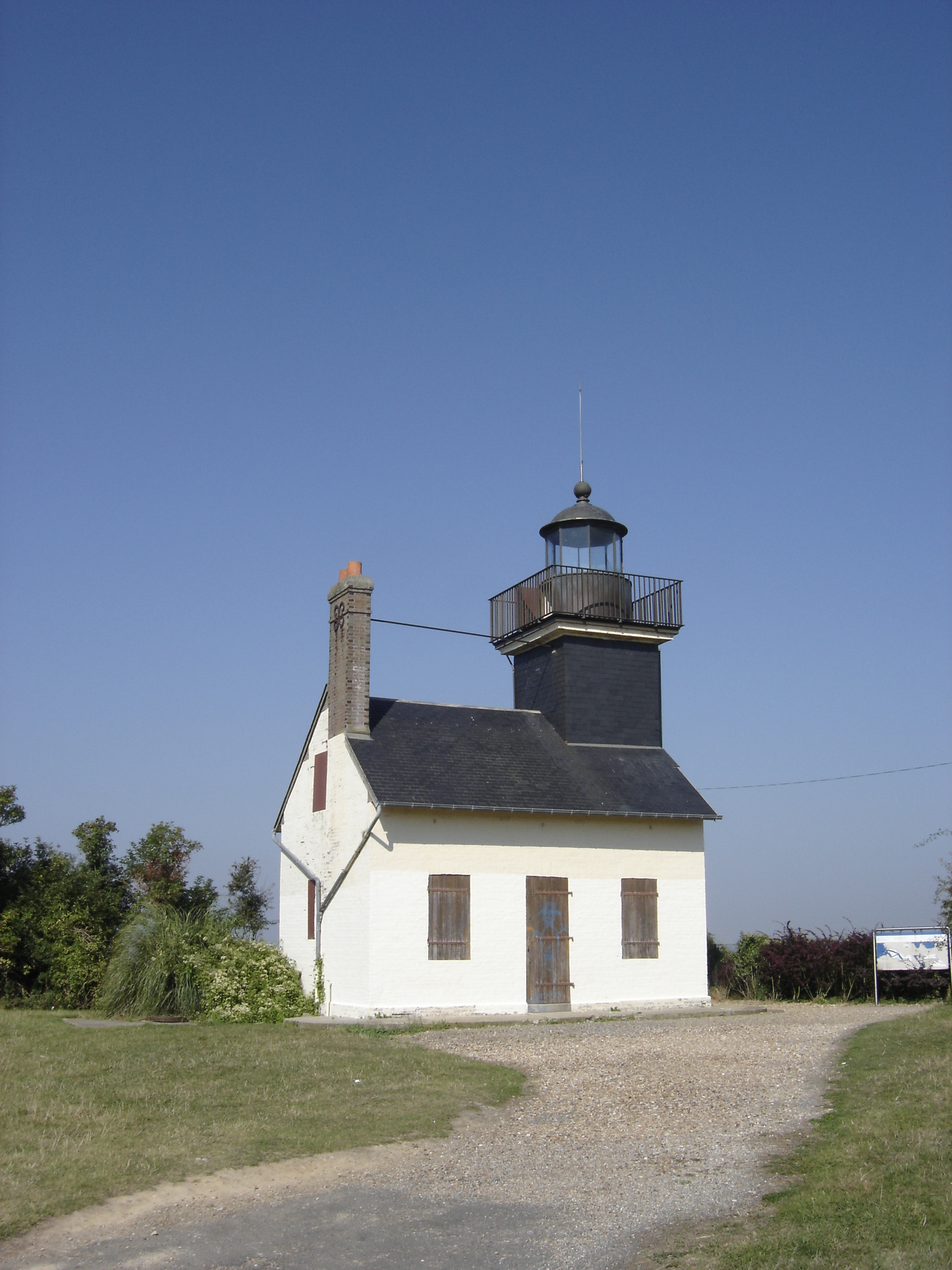
Le phare de la Roque.

La Pointe de la Roque est un promontoire du plateau du Roumois, dominant l'estuaire de la Seine et situé sur la commune de Saint-Samson-de-la-Roque au nord-ouest du département de l'Eure. 
Le plateau s'avance en direction du nord vers la vallée de la Seine, entre le Marais-Vernier à l'est et la vallée de la Risle à l'ouest, en confluence à cet endroit avec la Seine ; le promontoire ainsi délimité forme une étroite bande à l'extrémité de laquelle la vue s'étend largement sur la basse vallée de la Risle, l'estuaire de la Seine, la Manche, le Marais-Vernier. 

## Patrimoine naturel
La falaise des Grandes Roques est en ZNIEFF sur 33 ha.

## Patrimoine historique
Une maison-phare construite au XIXe siècle (1849), perchée sur une falaise dominant l'estuaire, haute de ses 50 m avec un feu fixe blanc, est désaffectée depuis 1910. Due à l'architecte Léonce Reynaud, elle est inscrite au titre des monuments historiques depuis 2011. 